# Людмила
Людми́ла — слов'янське двоосновне жіноче ім'я, що походить від словосполучення «людям мила». Стало популярним в епоху романтизму, чому посприяли такий твір, як романс «Żelisław i Ludmiła» Леона Потоцького. Одне з небагатьох слов'янських імен у православних святцях. Іменини — 16 вересня.

## Відомі носійки
Україна
- Людмила Павличенко — українська радянська снайперка часів Другої світової війни, Герой Радянського Союзу.
- Людмила Черних — українська і російська астрономка.
- Людмила Павленко — українська лижниця, біатлоністка.
- Людмила Семикіна — українська живописиця, майстриня декоративного мистецтва, заслужена художниця України.
- Людмила Таран — сучасна українська поетеса, прозаїкиня, літературознавиця, журналістка.
- Людмила Сосюра — українська кіноакторка різноманітних амплуа, народна артистка Української РСР.
- Людмила Алфімова — українська акторка театру і кіно, заслужена артистка України.
- Людмила Барбір — українська акторка і телеведуча, ведуча ранкового шоу «Сніданок з 1+1» на каналі 1+1.
- Людмила Бікмулліна — українська модель, переможниця конкурсу «Міс Україна — Всесвіт» та представниця України на «Міс Всесвіт».
- Людмила Янукович — дружина колишнього Президента України Віктора Януковича.

Інші країни
- Людмила Чеська — чеська княгиня, християнська свята.
- Людмила Гурченко — російська акторка, співачка, режисерка й композиторка українського походження, народна артистка СРСР.
- Людмила Зикіна — російська радянська співачка, народна артистка СРСР та Герой Соціалістичної Праці.
- Людмила Турищева — радянська гімнастка, чотириразова олімпійська чемпіонка, дев'ятиразова призерка Олімпійських ігор.
- Людмила Кондратьєва — радянська легкоатлетка, олімпійська чемпіонка.
- Людмила Путіна — колишня дружина Володимира Путіна. Ініціаторка створення Центру розвитку російської мови.
- Людмила Радченко — російська модель, італійська телеведуча, акторка.

## Використання імені
- 675 Людмила — астероїд головного поясу, відкритий 30 серпня 1908 року.
- 1158 Люда — астероїд головного поясу, відкритий 31 серпня 1929 року.
- Люда Камчия — річка на сході Болгарії, найбільша притока Камчиї.
- «Żelisław i Ludmiła» — романс Леона Потоцького
- «Руслан і Людмила» — поема Олександра Пушкіна.